# Бои под Кобылянкой
Бои под Кобылянкой — два крупных сражения, произошедших 19 апреля (1 мая) и 24 апреля (6 мая) 1863 года между польскими мятежниками и регулярными русскими войсками в ходе Январского восстания.

## Предыстория
14 (26) апреля 1863 года повстанческий отряд генерала Антония Езераньского, пополненный обученными новобранцами и огнестрельным оружием, общим числом около 750 человек, вновь вернулся с территории Австрийской империи, на территорию, охваченную восстанием. Мятежники расположили свой лагерь в лесу недалеко от деревни Руда-Роджяньская.
Местные жители сообщили о появлении повстанцев властям. Около 20:00 16 (28) апреля, полковник Георгий Медников выслал против мятежников 5 рот пехоты, батальон пограничной стражи и около 100 казаков из числа наличных сил общее число до 800 человек.
Тем временем Езёраньский перешел от Руды-Родзяньской на 3 — 5 километров и расположил свой лагерь в окрестностях деревни Новая-Люблинца и заметно укрепил его самодельными баррикадами из бревен и проволоки. Кроме того с юго-западной стороны лагерь защищался труднопроходимой болотистой местностью, а с севера густым лесом. Кроме того мятежники создали сеть окопов по границам лагеря.
Однако со стороны местечка Боровец 18 (30) апреля вышел ещё более значительный отряд регулярных войск, под командованием майора Николая Штемберга, насчитывающий 800 человек, в том числе 100 казаков и 100 драгун, и 2 орудия.

## Ход
Атака корпуса Штемберга началась около 9 часов утра 19 апреля (1 мая) 1863 года. Майору пришлось отказаться от использования кавалерии из-за труднопроходимой лесной местности. Под прикрытием артиллерии пехота русских стала шеренгой и начала заходить в лес. Через несколько десятков метров регулярные войска оказались под плотным огнем польских штуцеров. Мятежники использовали в качестве прикрытия деревья и вырытые ими ранее окопы. Ожесточенная перестрелка продолжалась более 2 часов, наконец Езёраньский увидев, что русская пехота забралась достаточно далеко в чащу леса, приказал обрушить на правый фланг противника все наличные косиньерские силы.
Русские войска оказались в полуокружении, и были вынуждены начать отступление, потеряв 7 человек убитыми и 11 ранеными. Мятежники же заявили, что регулярные войска потеряли более 100 человек убитыми и ранеными, а потери самих мятежников составили 6 убитых и 18 раненых.
Русские войска отступили к Борову Млынову, где начальство принял полковник Медников. Поляки в это время усилились до 1000 человек.  24 апреля русские вновь перешли в наступление, но были остановлены поляками.
После прибытия подкрепления, Медников в третий раз перешёл в наступление и наконец смял поляков, захватив их лагерь. Поляки бежали к австрийской границе, и несли большие потери. Русские удерживали польский лагерь в течение часа. Не видя возможность добить мятежников русские войска оставили польский лагерь и вернулись в Боров Млыны. Отряд Езиранского ушёл вдоль границы на соединение с другими группами повстанцев.
По польской версии событий 6 мая 1863 года, русские снова атаковали лагерь повстанцев, однако, несмотря на подавляющее численное преимущество русских (по польским данным численность русского отряда составляла 2000 человек) и техническое преимущество и попытку обхода польских позиций путем пересечения пограничного кордона, русские были вынуждены отступить после кровопролитного сражения, длившегося целый день.

## Последствия
Через несколько дней после сражения отряд Езёраньского начал отход на юго-запад и 29 апреля (11 мая) 1863 года, потерпел поражение от регулярных войск у Хуты-Кшешовской. Затем, его остатки вместе с командиром ушли через австрийскую границу в Галицию.
Именно там Езёраньский 20 мая (1 июня) 1863 года снял с себя все полномочия и распустил свой отряд, отказавшись от вооруженной борьбы, чем вызвал серьезное недовольство и гнев представителей Национального правительства, объявивших Езёраньского трусом и предателем.